# Arrondissement di Issoire
L'arrondissement di Issoire è una suddivisione amministrativa francese, situata nel dipartimento del Puy-de-Dôme e nella regione dell'Alvernia-Rodano-Alpi.

## Composizione
L'arrondissement di Issoire raggruppa 116 comuni in 9 cantoni:
- cantone di Ardes
- cantone di Besse-et-Saint-Anastaise
- cantone di Champeix
- cantone di Issoire
- cantone di Jumeaux
- cantone di Saint-Germain-Lembron
- cantone di Sauxillanges
- cantone di Tauves
- cantone di La Tour-d'Auvergne